# Esclavitud en América

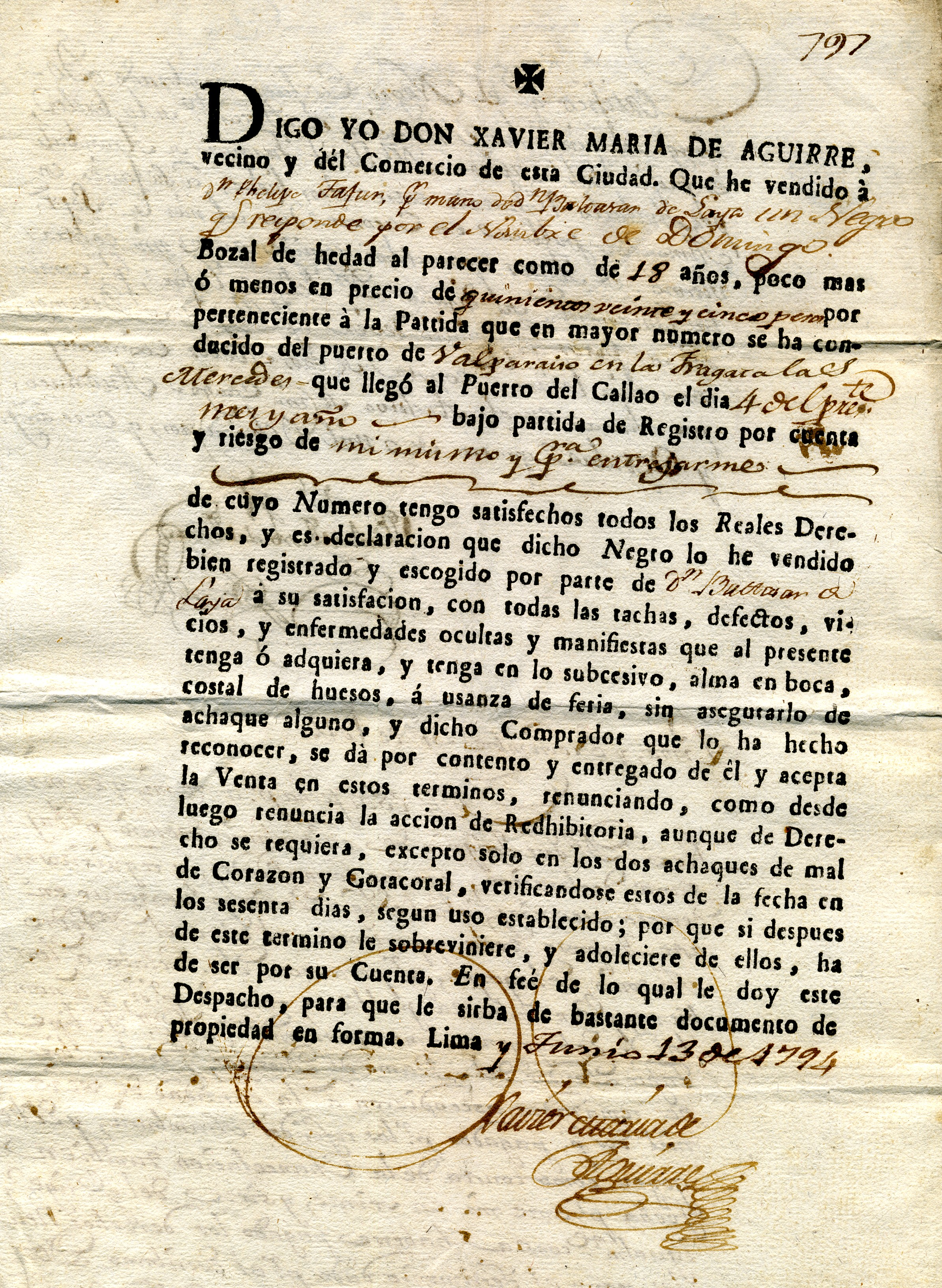
Compraventa de un negro arribado vía Valparaíso. Lima, 13 de octubre de 1794.

La esclavitud en América incluye la esclavización de la población indígena americana antes, por los propios naturales, así como después del Descubrimiento, y la esclavitud de negros, europeos, y asiáticos.
La institución de la esclavitud ya existía en la América precolombina; los conquistadores españoles permitieron su continuidad pese a que ya las Leyes de Burgos de 1512 protegían a los indios de la esclavitud.  Puesto que la esclavización estaba prohibida en las leyes castellanas, causó graves controversias jurídicas desde el principio. En 1530, bajo el reinado de Carlos I, la esclavitud de los indios fue prohibida oficialmente, aunque algunos la practicaron de forma ilegal. Algunos españoles disponían de las encomiendas, un tipo de corvea, las cuales les permitían contar con la mano de obra de hombres libres; las encomiendas fueron abolidas por las Leyes Nuevas de 1542.
A diferencia de los españoles, que prohibían la esclavitud de los amerindios, los holandeses del s. XVIII mantenían indígenas en esclavitud, llegando a ser hasta el 20 % de sus esclavos en sus colonias en la Guayana Holandesa.
En paralelo se desarrolló un tráfico de esclavos africanos dirigido especialmente hacia la América anglosajona, Brasil, Haití y las Antillas españolas, monopolizado principalmente por comerciantes portugueses y holandeses. Se calcula que entre 1501 y 1641 llegaron así a América unos 620 000 africanos. El tráfico masivo no llegó sin embargo hasta el siglo XVIII, principalmente a manos de ingleses y franceses, que transportaron más de 5,5 millones principalmente a la América británica y sus posesiones azucareras en el Caribe, como Barbados y Saint-Domingue.
La esclavitud continuaría en las repúblicas americanas independizadas; Chile y Centroamérica fueron las primeras en abolirla.  En los EE. UU., el número de personas esclavas al independendizarse, aumentó desde casi 700 000 personas hasta 4 millones de personas en el año 1860, poco antes de abolir, tendencia a lo cual generó una fuerte tensión política que desembocó en la guerra civil estadounidense.  Puerto Rico, a la sazón territorio español, conservó la esclavitud de los africanos hasta 1873. Se estima que entre el siglo XVI y finales del siglo XIX alrededor de 12.5 millones de africanos fueron sacados a la fuerza de sus tierras de origen y llevados a América.De igual forma, la esclavitud persistiría en algunos de los nuevos países americanos independientes hasta la segunda mitad del siglo XIX.

## La esclavitud entre los indígenas
Entre los indígenas del norte de América la esclavitud puede datar de 1500 años a. C.  Uno de sus principales motivos para iniciar guerras era para capturar esclavos, pues en la guerra, podían ser esclavizados los derrotados; en la paz, el juego de apuestas podía conducir a la esclavitud.  Todas las tribus poseían esclavos.  Los hijos de los esclavos podían heredar la condición de esclavitud.  Entre algunas tribus, hasta la cuarta parte de su población podía consistir en esclavos.  Los esclavos se compraban y vendían, incluso niños esclavos, y en ceremonias sociales importantes, eran regalados a los asistentes, o incluso destruidos (para realzar la importancia del regalo); alternativamente, se podía hacer la guerra para capturar mujeres, venderlas por pieles, y trocar las pieles por productos acabados para regalarlos ceremonialmente.  El precio de un esclavo podía equivaler a dos pieles de nutria marina o una canoa.  Una vez adquiridos, los esclavos se mantenían en servitud hasta su muerte.  Entre los aztecas, el delito de guante blanco, como la malversación de fondos, el abuso de confianza y el robo podían ser penalizados con la esclavitud.  Los nahuas traficaban niños esclavos a grandes distancias.
En Yucatán y en la Florida, los indígenas esclavizaron europeos ya desde el s. XVI; algunas de las esclavas españolas murieron de sobreexplotación laboral tras ser forzadas a moler maíz.: 65   En el Canadá, tribus indígenas como los nutca esclavizaron europeos hasta el s. xix.
En la Costa Salvaje del sur de América, las capturadas podían ser forzadas a casarse en la tribu de sus captores arahuacos, caribes, waraos o akawayos y cumplir trabajos caseros o sexuales.  La mayoría de los capturados eran ejecutados, pero algunos eran esclavizados o revendidos repetidamente, frecuentemente a grandes distancias.  Por acuerdo con los holandeses, los indígenas de la Guayana Holandesa, por un siglo, se dedicaron a cazar esclavos escapados y negros cimarrones.
Para los caribes y otras tribus el comercio de esclavos fue muy lucrativo,  pese a que sacerdotes misioneros de colonias españolas aledañas interferían con las razias de los caribes, que buscaban capturar esclavos de otras tribus.

## La esclavitud de los indígenas

### En la América española
La reina Isabel de Castilla tenía varios reparos en considerar esclavos a los que deberían ser sus súbditos. Antes del descubrimiento, el 20 de septiembre de 1477, ya había dictado una ley para evitar la esclavitud en los territorios conquistados y se habían producido liberaciones de esclavos mediante la cédula real del 27 de agosto de 1490 de algún tratante.
Tras el descubrimiento de América en 1492, y por los casos que se daban de comercio de indios como esclavos, la reina consulta con juristas y teólogos y prohíbe la esclavitud, salvo los supuestos que sirvan para condenar a tribus caníbales, beligerantes, etc. Dada la intención de algunos de traer indios a la península en 1503 la Corona autoriza traer a los indios solamente si vienen por propia voluntad.
Carlos I de España y V del Sacro Imperio Romano Germánico, en 1528, prohíbe traer indios a España aunque vinieran por voluntad propia, ya que siempre era para ser vendidos como esclavos. En un edicto fechado en Madrid del 2 de agosto de 1530, se prohíbe toda forma de esclavitud en cualquier tipo de circunstancia. Sin embargo, es complicado hacer valer la ley en territorios tan distantes y se utilizan recovecos legales para seguir ejerciéndola. Por ejemplo, utilizaban la encomienda como forma de trabajo forzado y, por ende, de esclavitud.
En América se erigen algunas voces contra ese mal trato dado a los indígenas, como el caso de fray Antonio de Montesinos, con sus discursos, y fray Bartolomé de las Casas, que llegó a recabar la atención de Carlos V.
Como solución a la tesorería española, en 1528 Carlos V decidió iniciar un sistema de concesión de las minas de la Provincia de Venezuela a banqueros alemanes de la casa Welser de Augsburgo a cambio de las rentas que estas minas produjeran. Una vez enterado Carlos V del trato que estos daban a los indígenas, rescindió el arrendamiento, incluso a costa de tener que renunciar a tan suculentas rentas.
Finalmente, en 1537 se promulga la bula Sublimis Deus del papa Pablo III, en la que se declara a los indígenas como hombres en todas sus capacidades, lo que resta importancia a la esclavitud en pro de la encomienda.  En Nueva España, el virrey Antonio de Mendoza liberó a los indios que habían sido esclavizados.
Las Leyes Nuevas de 1542 también ponían coto a la esclavitud prohibiendo la constitución de encomiendas. En añadidura, en 1549 se especifica que está prohibido sustituir la encomienda por algún tipo de trabajo forzado; los indios quedaron a partir de entonces en paridad con los pecheros en Iberia.
Como parte de la guerra de Arauco y tras la destrucción de las siete ciudades, el rey Felipe III autorizó la esclavitud de los mapuches que se capturaran en la guerra en 1608. Durante el siglo XVII los españoles de la capitanía general de Chile organizaron expediciones armadas a territorio mapuche cuyo objetivo era capturar indígenas con el fin de esclavizarlos, que se denominaban malocas. Finalmente, Carlos II abolió esta esclavitud de forma definitiva en 1674,aunque en lugares como Cuba no se aboliría hasta después de 1886.

### En la América inglesa, holandesa y portuguesa
Los ingleses, holandeses y portugueses esclavizaron a los indígenas.

## La esclavitud de los asiáticos y europeos
Amén de la ya citada esclavitud de europeos por parte de los indígenas de Norteamérica, los indígenas mesoamericanos y sudamericanos también esclavizaron europeos, matándoles, a veces, por exceso de labores.: 65 
En el s. xvii, por ejemplo, los araucanos esclavizaron a unas "quinientas mujeres principales y mucha cantidad de niños", a quienes impusieron "todo rigor en los ministerios domésticos y del campo, matándolos de hambre, trayéndolos mal vestidos, no curando sus enfermedades y haciéndoles todo el mal trato que podían" y a quienes solían abusar sexualmente: «teniendo asimismo las mujeres casadas, sirviéndose de ellas contra su voluntad»; muchas de las esclavas fueron revendidas múltiples veces –«hay pocas cautivas que no hayan sido muchas veces vendidas entre ellos, y tenido por ello muchos dueños».  Se les cambiaba el nombre y prohibía su idioma natal y religión: «Les cambiaban su nombre, debían hablar el mapudungun y criar a sus hijos al estilo mapuche. En principio no se les permitía la práctica de la religión católica».
Los portugueses de la América portuguesa también esclavizaron tanto a chinos como a europeos.

## Los africanos esclavistas en América
Anthony Johnson, un angoleño negro asentado en la colonia de Virginia, fue en 1655 la primera persona en la historia de la América Británica en lograr que una corte civil declarase que su sirviente lo era de por vida —o sea, esclavo—, creándose así una base legal y tradición de esclavitud entre siervos no criminales en las Trece Colonias y subsecuentemente en los EEUU.
Los africanos también podían poseer esclavos de otras razas.  En 1676, por ejemplo, una mujer negra de Connecticut —llamada Ruth, y esclava ella misma— compró a nombre propio a una niña indígena, a cambio de dos abrigos y 5 yardas de calicó.

## La llegada de los esclavos africanos

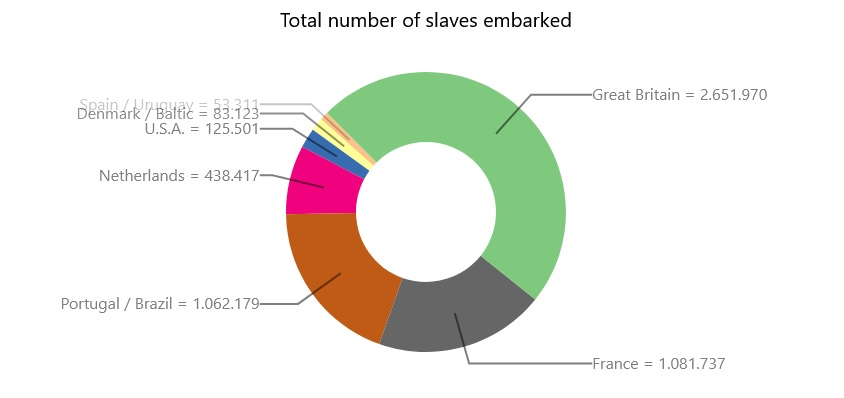
Esclavos embarcados hacia América desde 1450 hasta 1800 por país

Los países que controlaban el mercado transatlántico de esclavos en términos de número de esclavos embarcados eran: Reino Unido, Portugal y Francia. 
La trata de esclavos hispana como industria se inicia en Cuba donde comenzaron a instalarse grandes plantadores franceses exiliados de la excolonia francesa de Saint Domingue (Haití) que tras la revolución haitiana se establecen en la parte oriental de Cuba, en Santiago de Cuba y alrededores, estableciendo grandes plantaciones de caña de azúcar y de café como las que tenían en Haití antes de la independencia. Los ingleses y franceses que eran grandes comerciantes de esclavos en Saint Domingue (Haití) hicieron presión al gobierno del borbón Carlos IV para que liberara el comercio de esclavos lo que hizo en 1789 por dos años y tras ver el éxito entre los plantadores exiliados franceses, extendería por otros dos años, dando pistoletazo de salida a lo que sería en inicio el comercio de esclavos bajo pabellón español.
El comercio masivo de esclavos africanos bajo pabellón español se inicia a partir de 1810 y se concentrará básicamente en Cuba pero sin nunca llegar a las cifras de trata inglesas, portuguesas o francesas.

### El origen de los esclavos africanos de América
Regiones de donde provenían los esclavos:
| Zona receptora                                      | Esclavos recibidos |
| --------------------------------------------------- | ------------------ |
| Senegambia                                          | 2 000 000          |
| Costa de Barlovento                                 | 250 000            |
| Costa de Marfil                                     | 250 000            |
| Costa de Oro (Ghana) Ashanti                        | 1 500 000          |
| Costa de los esclavos (Dahomey, Pequeño Ardra, Ovo) | 2 000 000          |
| Benín Calabar                                       | 2 000 000          |
| Camerún Gabón                                       | 250 000            |
| Loango                                              | 750 000            |
| Congo Angola                                        | 3 000 000          |
| Mozambique Madagascar                               | 1 000 000          |
| Total                                               | 13 000 000         |

### Los esclavos africanos en España y Portugal
En la planeada expansión por las costas africanas los portugueses precisaban una base estable. Canarias hubiera sido la opción ideal, pero el hecho de que fuera parte de la Corona castellana desde principios del siglo XV impidió este hecho.
En la isla mauritana de Arguín fue donde el navegante portugués João Fernández, que pasaría el Cabo Bojador en 1445, intercambiaría tejidos y trigo obtenidos en los puertos de Meça, Mogador y Safí por esclavos y oro. Tres años después se construiría un asentamiento estable en la zona y se crearía la llamada "Ruta de los Portugueses" entre Arguín y Uadane. En 1450 el comercio portugués estaba ya consolidado. Se intercambiaban tejidos de lino, alfombras, trigo y otros objetos por oro, marfil, especias, goma, pieles, almizcle y esclavos que los árabes traían de la llamada "Tierra de los Negros".
Desde Arguín se trasladaba la mercancía a Lagos y Lisboa. Arguín perdería buena parte de su importancia tras la apertura de nuevos centros de comercio portugueses en el Golfo de Guinea y con la consolidación de Cidade Velha de Ribeira Grande, en Cabo Verde, como centro neurálgico del comercio portugués con África, Asia y América.
Desde 1425 los portugueses habían ocupado la isla de Madeira y los colonos se encontraban dedicados a la producción de trigo. El noble portugués Enrique "el Navegante" decidió crear un cultivo de caña de azúcar, comprada en Sicilia a comerciantes que la importaban del sudeste asiático, en la isla sostenido por esclavos africanos.
Durante la guerra de sucesión castellana, en 1478, los reyes de Castilla Fernando e Isabel enviaron una armada a las costas de Guinea formada por entre once y treinta y cinco navíos. Esta flota fue sorprendida en la batalla naval de Guinea por once navíos portugueses, que se apoderaron del botín castellano en oro y esclavos y lo llevaron a Lisboa.
Prácticamente al mismo tiempo dos carabelas con pescadores de Palos de la Frontera y algunos marinos del Puerto de Santa María partieron de Andalucía y llegaron al Golfo de Guinea, se apoderaron de ciento veinte esclavos y se los llevaron a Palos, en la actual provincia de Huelva, que se convertiría a partir de entonces en un lugar de trata de esclavos negros.
La guerra de Sucesión Castellana terminó al año siguiente con la firma del Tratado de Alcáçovas, donde Alfonso V renunciaba a sus aspiraciones al trono castellano, reconocía la soberanía castellana en Canarias a cambio de la soberanía en el Atlántico, lo que le daba poder sobre Guinea, Madeira, las Azores, Cabo Verde y "cualesquier otras islas que se hallaren o conquistaren, de las Islas de la Canaria para ayuso contra Guinea".
Por ello, hasta mediados del siglo XVI, Portugal se convirtió en el mayor traficante de esclavos de Europa. Los árabes continuaron con sus negocios de esclavos proveyendo, sobre todo, a países orientales. Cuando se abandona el Mediterráneo Oriental y se toma el Reino de Granada eso hace prácticamente imposible que se esclavicen blancos en la Península. Dentro de los esclavos negros estaban los llamados bozales, es decir, los que se habían culturizado en el norte de África o en algún reino cristiano. Los que no eran bozales tenían una vida más complicada, porque primero tenían que aprender prácticamente todo sobre la cultura que les rodeaba.
Hacia 1540 transitaban por Lisboa unos cinco mil o seis mil esclavos africanos cada año. La ciudad tenía unos diez mil habitantes negros, el 10 % del total. Al mismo tiempo, los portugueses enviaban anualmente a América unos mil quinientos esclavos negros.

### América española y portuguesa

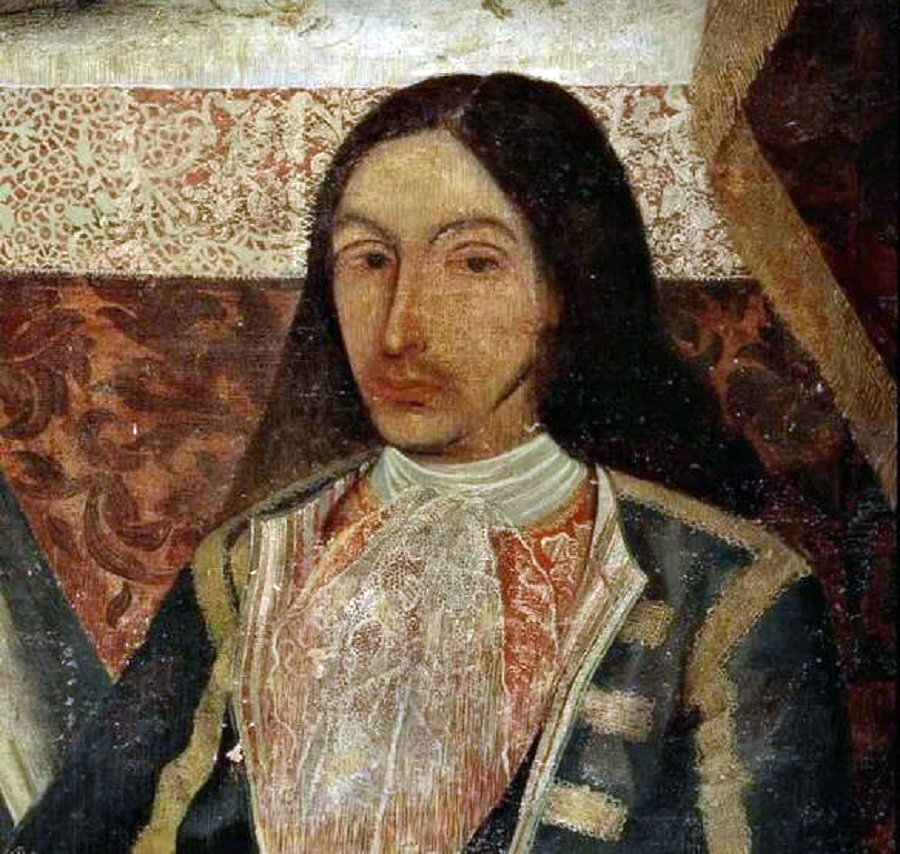
El español Amaro Pargo que fue uno de los corsarios más famosos de la Edad de oro de la piratería, participó en el comercio de esclavos africanos en la América hispana.

Tras el descubrimiento de América en 1492 por los españoles el transporte de negros desde Arguín a Santo Tomé y San Jorge de la Mina y de las islas de Cabo Verde aumentó enormemente por la demanda de miles de esclavos. Esto se convirtió en un gran negocio para latifundistas, comerciantes, negreros y reyes europeos.
El rey de Portugal sacaba beneficios de esto a través de la Casa de los Esclavos, con el asiento de negros de las factorías, y los monarcas españoles sacaban beneficios a costa de vender licencias para permitir llevar esclavos negros a América. La licencia para transportar un esclavo costaba ocho ducados y en el siglo XVI se concedieron en España más de ciento veinte mil licencias.
Como en muchas zonas de América ya no quedaban muchos indígenas debido a las epidemias, pero la demanda de mano de obra seguía creciendo, los españoles empezaron a importar esclavos africanos. Incluso el fraile Bartolomé de las Casas recomendó la importación de africanos para eliminar la escasez, si bien Las Casas cambiaría de idea posteriormente y se posicionaría también en defensa de los africanos. Ese cambio de opinión se produjo probablemente entre 1545 y 1547. De hecho escribió un opúsculo titulado Brevísima relación de la destrucción de África como preludio a la Brevísima relación de la destrucción de las Indias, publicada en 1552.
Los esclavos eran usados habitualmente en las haciendas y obrajes así como en la minería americana. Los primeros esclavos fueron solicitados por los frailes franciscanos y la Real Audiencia de Santo Domingo para trabajar en las plantaciones. Luego fueron solicitados por México, Perú y el Río de la Plata.
El corsario y comerciante español Amaro Pargo (1678-1747) llegó a realizar el transporte de esclavos al Caribe, si bien, se estima, en menor medida que otros capitanes y personajes de la época dedicados a esta actividad. En 1710, el corsario se vio envuelto en una denuncia por parte del presbítero Alonso García Ximénez, el cual le acusaba de liberar a un esclavo africano llamado Sebastián, que era transportado hasta Venezuela en uno de los barcos de Amaro. El citado Alonso García otorga un poder el 18 de julio de 1715 a Teodoro Garcés de Salazar para que le reclamara en Caracas su devolución. A pesar de este hecho, el propio Amaro Pargo poseyó también esclavos en su servicio doméstico.

#### Los primeros esclavos
Los primeros esclavos negros llegaron a América traídos por los portugueses, a finales del siglo XV, pues la corona portuguesa se haría con los derechos del comercio de esclavos africanos en 1455 por bula papal. y en 1494 se firmó el Tratado de Tordesillas. Aunque la Corona de Castilla no dio la primera licencia para introducir a cuatro mil africanos en las Indias durante ocho años en 1518, hasta 1519 se contaban algunos asientos de negros por parte de Portugal para sus colonias en Brasil, y algunas en las islas de La Española y otras islas del Caribe, siendo el asiento de negros producido por la venta de esclavos de mercaderes portugueses a algunos asentamientos españoles, que los utilizaban para la defensa, la minería y algunos servicios de mozo de cargas, teniendo la Corona de Portugal el monopolio del comercio de esclavos africanos, siendo estos asientos por mucho tiempo una fuente de ingresos para los gerentes del comercio de esclavos portugués. Además del negocio oficial hubo también el contrabando de esclavos ejercido por piratas y comerciantes. El primer esclavo africano llegado a América fue Juan Garrido, convirtiéndose en hombre libre y conquistador al llegar al continente americano en 1502.
A mediados de los años 1520, el rey Juan III de Portugal firmó con el rey Carlos I de España un acuerdo que autorizaba a los portugueses a enviar sistemáticamente esclavos desde Santiago y Santo Tomé. A raíz de ello, entre 1526 y 1550 llegaron a las Indias de Castilla unos catorce mil africanos.
En 1580 Felipe II de España consuma la unión entre España y Portugal bajo una misma corona, situación que duraría hasta 1640.
En una primera fase la Corona española organizó la trata de negros mediante los asientos, aunque la Corona no intervino nunca directamente en la trata hasta el siglo XVIII. El primer asiento concedido por la Corona fue en 1595. El asiento consistía en la delegación por parte de la Corona del monopolio de la importación de negros a América a una persona particular o entidad a cambio de dinero por un tiempo determinado. Ese monopolio se concedía mediante una subasta o concesión de agradecimiento. El asentista pagaba a la Corona una cantidad y se comprometía a llevar a América un número de "piezas" (negros) determinado en un plazo de tiempo fijado.
No existía una cantidad fija, pero un asiento estándar implicaba llevar a América entre tres mil y cuatro mil negros anualmente durante un periodo de ocho o nueve años. Los barcos que llevaban negros a América partían principalmente de Cacheu y Luanda y entraban por los puertos de Veracruz, Cartagena de Indias, Salvador de Bahía y Pernambuco. También entraron negros por Buenos Aires para ser llevados a Brasil, pero porque allí el contrabando era más barato. 
En la evolución de los asientos se pueden distinguir dos etapas: la primera transcurriría entre 1595 y 1640, en la que el monopolio de los asientos fue concedido a portugueses, principalmente "cristianos nuevos", es decir descendientes de judíos convertidos al cristianismo. La segunda etapa transcurriría desde 1640 en adelante, en la que el monopolio de los asientos fue concedido a holandeses. Los portugueses contaban con la experiencia y práctica africanas. Abastecieron Portugal de esclavos negros, pero pronto la necesidad de esclavos que cultivaran caña de azúcar en las islas Azores y en Madeira hizo necesario aumentar el ritmo de la trata. Los portugueses se aprovisionaban de esclavos en Senegal, Angola, el Congo y Guinea. El valor de los esclavos se incrementó a medida que la trata generaba plusvalías, pues el traslado de los negros desde los puertos americanos hacia el interior hacía elevarse el precio de los esclavos. 
El traslado de esclavos entrañaba dificultades, y muchos esclavos morían por el camino, de manera que en los asientos se autorizó llevar una demasía del 40 % de esclavos para que llegara a los puertos el número de piezas estipuladas. El contrabando dificulta calcular el número exacto de negros que llegaron a la América hispana y a Brasil. Enriqueta Vila calcula que en el siglo XVII llegaron a América 268 204 esclavos, de los que 70 000 entrarían por Veracruz, 135 000 por Cartagena de Indias, 44 000 por Buenos Aires y el resto por el Caribe y otras zonas. 
Desde 1640 hasta 1651 la trata fue suspendida, con el consiguiente aumento del contrabando, sobre todo holandés debido a su hegemonía marítima en África y Oriente a expensas del Imperio portugués. La principal base holandesa para el aprovisionamiento de esclavos fue Curazao, a través de la cual los holandeses introdujeron muchos esclavos negros en América, y también a través de Cumaná (una parte de Venezuela). Los ingleses también intervenían en el contrabando de negros a través de sus bases en el Caribe: Jamaica y Barbados. En el año 1662 se concedió a los holandeses la preferencia de los asientos. 
En una segunda fase el monopolio de los asientos fue concedido a compañías comerciales que se hicieron cargo de la trata a partir de 1696. La primera concesión se dio ese año a la Compañía de Guinea portuguesa, y en 1701, Felipe V de España se la dio a la Compañía del Senegal francesa, que se comprometía a abastecer 4800 esclavos negros a América al año durante diez años, aunque esta se declaró en bancarrota en 1710.
La tercera fase estaría presidida por el interés de las naciones en conseguir el monopolio de la trata, por lo que nos encontramos con que los ingleses demandaron y consiguieron el monopolio de la trata tras el Tratado de Utrecht (1714).
Aunque Inglaterra había estado traficando ilegalmente con esclavos hacia los territorios españoles desde hacía casi un siglo sus aspiraciones a hacerlo legalmente se vieron satisfechas con la firma del Tratado de Asiento de Negros del 26 de marzo de 1713. Este tratado se ratificó posteriormente en Utrecht junto con el Tratado Preliminar de Comercio y el Tratado Preliminar de Paz y Amistad.
En el tratado se especificó que el monopolio tendría una duración de treinta años. La Corona inglesa le otorgó el monopolio a la Compañía del Mar del Sur británica, creada en 1711 y en la que estaban banqueros, comerciantes y nobles.
Por no poder cumplir con la cantidad de negros estipulada la compañía tuvo que subscribir contratos con la también británica Real Compañía Africana, para que desviase buques que iban a Jamaica y a Norteamérica hacia puertos españoles.
El asiento se vio interrumpido por guerras entre Inglaterra y España en 1718, 1727 y 1739, lo que llevó a España a firmar contratos con otros particulares cuando aún no había expirado el negocio británico. De esta forma, portugueses introducían en Río de la Plata negros que tenían en Sacramento y los holandeses llevaban indios de Curazao a Veracruz, las Antillas y Cartagena de Indias.
Aunque es cierto que los beneficiarios del asiento tenían el monopolio, también en el siglo XVIII participaron en la trata de esclavos la Compañía de Vizcaya, en 1725, llevándolos a La Habana, la Compañía Guipuzcoana, en 1728, que los llevaba a Venezuela, y la de Barcelona, en 1775, que los introducía en Santo Domingo, Puerto Rico o la isla de Margarita.
La rescisión del contrato hispano-británico tuvo lugar en una reunión en el Palacio del Buen Retiro de Madrid entre los diplomáticos Benjamin Keene y José de Carvajal, firmándose un tratado el 5 de octubre de 1750. El contrato finalizaba 4 años antes de lo previsto a cambio de una indemnización de cien mil libras a la Compañía del Mar del Sur. A partir de entonces se realizaron asientos parciales a compañías españolas. Los británicos siguieron introduciendo esclavos en España mediante el contrabando y realizando subcontratos con las compañías españolas.
La Compañía Gaditana de Negros (1765-1779), de origen vasco, fué la primera empresa española dedicada exclusivamente al comercio negrero.  Poseyó concesión de diez años para llevar negros a Cartagena, Portobelo, Cuba, Cumaná, Santo Domingo, Trinidad, Margarita, Santa Marta, Puerto Rico, Honduras y Campeche. La empresa cerrado por pérdidas, sus herederos aún debían dineros en 1837.  Los esclavos eran traídos desde Senegal, Cabo Verde e Gorea y llevados a Puerto Rico para su distribución.  La guerra con Gran Bretaña provocó la quiebra de la compañía por lo que el asiento se le concedió a la Compañía General de Negros, de 1773 a 1776, que trasladó el depósito de esclavos de Puerto Rico a La Habana.
En 1789 se permitió el comercio libre de esclavos para todas las naciones. 
En Cuba (entonces aún parte de España) sigue siendo legal la esclavitud hasta 1886, y en Brasil lo es hasta 1888.

#### Fernando Poo y Annobón
Fernando Poo y Annobón. Además de la posibilidad de usar la zona como lugar para la trata se consideraba que era una plaza importante en una ruta a Filipinas. Sin embargo el territorio no estaba pacificado ni era fácil de ocupar, así que 5 años después los expedicionarios españoles se marcharon. El lugar no volvería a estar tomado por españoles hasta 1843.

#### SigloXIXbrasileño
Ante las grandes revueltas de esclavos de 1831 a 1835, los brasileños optaron por deportar a algunos al África occidental.

#### SigloXIXespañol
En 1807 la Cámara de los Comunes británica aprobó el fin de la esclavitud en el Atlántico y las Antillas, si bien no en el resto de sus colonias, con el fin de perjudicar la competencia de la industria azucarera española en Cuba y Puerto Rico, que había tomado fuerza desde comienzos del siglo XIX.
España sufrió una invasión de las tropas napoleónicas en 1808 y logró expulsarlas en 1813 tras una cruenta guerra. Dicha invasión coincidirá con el comienzo de la lucha por la independencia de sus territorios americanos continentales. Toda Europa se encontraba entonces sumida en una guerra contra Napoleón Bonaparte. Las Guerras Napoleónicas terminarían en 1815. El asturiano Agustín Argüelles y el mexicano José Guridi y Alcocer presentaron a las Cortes de Cádiz el 1 de abril de 1811 una propuesta para abolir la esclavitud, que fue rechazada, y el 13 de agosto de 1813 hizo lo mismo el político de Teruel Isidoro de Antillón y Marzo, pero tampoco se llevaría a cabo.
En 1814, José María Blanco White publica en Londres el Bosquejo del comercio de esclavos y reflexiones sobre este tráfico, considerado moral, política y cristianamente. El editor de El español, el periódico de los exiliados liberales, pretende salir al paso de las contradicciones y las regresiones en la política española, puesto que las Cortes de Cádiz habían prohibido el tráfico de esclavos en 1811. El Bosquejo se basa en la Carta de Wilberforce, dirigida al Parlamento inglés, pero no se limita a traducirlo, sino que argumenta con conocimiento de la realidad en España y en sus colonias americanas. 
En 1817 España e Inglaterra se reunieron para firmar un tratado donde acordaron no acosarse mutuamente a cambio de que España renunciase al comercio de esclavos. Inglaterra le daría a los esclavistas españoles cuatrocientas mil libras de indemnización.
Fueron creados tribunales mixtos y se permitió el derecho de visita a buques de ambos países. En 1822 se dicta el artículo 273 del Código Penal español que prohibía a los españoles proveerse de esclavos en las costas de África para llevarlos a los puertos de España, de modo que los negreros lo que hicieron fue comprarlos en Santo Tomás, San Bartolomé o Curazao para llevarlos luego a Cuba o Puerto Rico. En la realidad los súbditos de Inglaterra continuaron suministrando armas y municiones a los rebeldes americanos y los españoles continuaron traficando con esclavos.
Dada la ineficacia del primer tratado se decidió firmar un segundo en 1835 que fortalecía las cláusulas del primer tratado y establecía nuevos métodos de control. Esto terminaría con el tráfico de esclavos en Puerto Rico pero no en Cuba. En 1837, con la regencia de María Cristina, la esclavitud fue abolida en la España peninsular, Baleares y Canarias, pero siguió en el resto de territorios. En la década de 1840 fue cuando la práctica totalidad de las naciones europeas fue aboliendo la esclavitud en sus respectivos territorios de Ultramar. En marzo de 1845 España promulga una ley para condenar a todos los que incumplieran el tratado de 1835, pero con escaso éxito.
El 7 de diciembre de 1864 se crea en Madrid la Sociedad Abolicionista Española, impulsada por el puertorriqueño Julio Vizcarrondo. En 1866 considerará la trata de esclavos piratería y la Armada perseguirá a los buques que se dedicaran a eso. Sin embargo, la llegada al poder de Narváez provocó que Vizcarrondo tuviera que exiliarse y los miembros de la sociedad pasaron a ser perseguidos políticos. La llamada Revolución Gloriosa de 1868, que destronó a Isabel II, dio lugar a un nuevo movimiento abolicionista y Rafael María de Labra, miembro de la Sociedad, realizó una petición al gobierno para que se pusiera en libertad a todos los esclavos nacidos después del 19 de septiembre. El gobierno aceptó la petición, aunque tardó algún tiempo en llevarla a cabo. La Sociedad se volvió más radical y comenzó a pedir la abolición inmediata de la esclavitud en Cuba y Puerto Rico. Cuando se produjo el comienzo de la Guerra de los Diez Años en Cuba, en 1868, la insurrección estaba apoyada por muchos esclavos negros y Manuel Céspedes, uno de los principales responsables del alzamiento, decretó la abolición por lo que el gobierno español dejó aparcado el tema de la libertad de los esclavos cubanos para no dar muestras de debilidad. Sin embargo, en Puerto Rico, en 1869 el gobierno encargó una comisión para discutir el fin de la esclavitud, aunque tampoco logró nada. En 1870 Segismundo Moret, Ministro de Ultramar del general Prim y miembro de la Asociación, logrará la aprobación de una ley abolicionista que declarará libres a los esclavos nacidos a partir del 17 de diciembre de 1868, de los que fueran propiedad del Estado o que se encontraran bajo su protección, de los que hubieran colaborado con las tropas españolas contra los insurrectos en Cuba y de todos los mayores de 60 años. Sin embargo esta ley no gustó a los abolicionistas por considerarla insuficiente.
Hay que destacar el protagonismo de las escritoras románticas españolas de mayor valía e influjo en el movimiento abolicionista, comenzando por la ilustrada prerromántica María Rosa de Gálvez, quien publicó la tragedia Zinda en 1803, protagonizada por la reina africana del mismo nombre, donde denuncia la violencia ejercida por los colonizadores europeos para esclavizar a sus nuevos súbditos. A lo largo del siglo se suceden las manifestaciones literarias contra la esclavitud de Gertrudis Gómez de Avellaneda, nacida y criada en Cuba, a través de su primera novela: Sab (1841); Carolina Coronado, que provocó el escándalo declamando públicamente el poema "A la abolición de la esclavitud en Cuba", el 14 de octubre de 1868, en el contexto de la Gloriosa, y la muy relevante escritora, jurista y activista Concepción Arenal, que ganó el concurso convocado por la recién creada Sociedad Abolicionista Española y el periódico El abolicionista con el poema La esclavitud de los negros en 1866. Carolina Coronado y Concepción Arenal se convirtieron, respectivamente, en presidenta y vicepresidenta de la Sociedad Abolicionista Matritense.
En 1872 el ministro de Ultramar Tomás Mosquera presenta un proyecto para la abolición total de la esclavitud en Puerto Rico, donde entonces había treinta y un mil esclavos. Esto fue aprobado por la Sociedad y se realizó una manifestación en Madrid el 12 de enero de 1873.
Poco antes de que el Rey Amadeo de Saboya abandonara España se aprobaría el reglamento que desarrollaba la Ley Moret. Cuando se proclama la República se aprueba la ley para liberar a los esclavos pero dando un plazo de tres años para que los dueños de los esclavos firmasen con ellos contratos de trabajo, se establecía un sistema de indemnizaciones para los propietarios y los liberados no podían tener plenos derechos civiles hasta pasados cinco años. El reglamento para aplicar esta ley se dio para Puerto Rico en abril de 1873 sin embargo durante el gobierno de Cánovas del Castillo el documento se reformó hasta tres veces, quedando sin valor práctico.
En 1879 se finaliza la revuelta en Cuba con el Convenio del Zanjón, que supone la liberación de los esclavos que lucharon contra España. Tras esto el gobierno decidió crear un patronato para los esclavos que quedaban, de modo que continuarían siendo esclavos ocho años más y luego el dueño se comprometía a contratarlos durante 4 años. Esta ley se aprobó el 13 de febrero de 1880. El 27 de noviembre de 1883 el gobierno de José de Posada Herrera prohibió el castigo de cepo y grilletes y liberó a cuarenta mil esclavos que estaban en el patronato. En 1886, con la llegada a las Cortes Generales de España de una diputación que representaba a Cuba y las presiones de la Sociedad Abolicionista, se decidió el fin del patronato y la abolición definitiva de la esclavitud. El decreto se publicó el 7 de octubre de 1886. Conseguidos sus objetivos, la Sociedad Abolicionista se disolvió en 1888.

## La esclavitud en otras colonias europeas

### Daneses
Desde mediados del siglo XVII, con la ayuda holandesa, ocuparon fuertes y estaciones comerciales suecas en la Costa del Oro africana. En 1658 ocuparon el fuerte Christianborg, y ese mismo año también ocuparon Kalsborg y al año siguiente Frederiskborg. Sus territorios fueron inestables, porque caían en ocasiones en manos de portugueses, ingleses, holandeses y nativos. Sin embargo hubo presencia danesa en la zona hasta 1850, cuando vendieron todas sus posesiones en la costa de Guinea a los británicos por 10 000 libras.
En 1665 ocuparon Santo Tomás (Islas Vírgenes), en las Antillas, y en 1670 formaron la Compañía Danesa de las Indias Occidentales y Guinea. No hubo un fuerte en la isla hasta 1680.  En Dinamarca se recurrió a buscar colonos en las cárceles y el gobernador Nicolás Esmit comenzó a llenar la isla de esclavos y a dar refugio también a buques esclavistas, contrabandistas y piratas.  En 1673 llegó el primer envío de esclavos y en 1769 solo había logrado acumular en la isla a unos 300.  Como hacía falta más mano de obra y la isla no era económicamente próspera la compañía recurrió a Federico Guillermo I de Brandemburgo. Los daneses le propusieron usar la isla como base para esclavos traídos de Guinea y la compañía obtendría el 1 % de los esclavos traídos a la isla y el 2 % de los que se vendieran. Aunque la isla era danesa, desde la firma del acuerdo en 1685 pasó a estar controlada por la Compañía Brandemburguesa de África, que se dedicaba al comercio de esclavos, oro, pimienta y marfil.
Con este trato, de 1690 a 1698 llegaron a la isla 32 barcos negreros de África con unos 500 esclavos cada uno, convirtiéndose en un importante centro que proveía de esclavos a otras regiones, sobre todo a las islas vecinas. Sin embargo los ataques piratas, de otras naciones y las discusiones de la compañía llevaron a la pérdida de la confianza de los inversionistas. En los comienzos del siglo XVIII la isla no recibía los suministros adecuados y disponía de pocos barcos por lo que fue adquirida en 1711 por Federico I de Prusia sin dificultad.  Sin embargo, pronto la isla cesaría en su actividad.  Los daneses se dieron cuenta de que otras naciones se estaban enriqueciendo con el triángulo comercial Europa-África-América y decidieron retomar la introducción de esclavos en la isla. El tráfico de esclavos enriqueció a muchas familias danesas. La familia Schimmelmann, la más rica de Dinamarca del siglo XVIII, se enriqueció enormemente gracias a los cultivos de caña de azúcar que empleaban mano de obra esclava.
En 1759 miles de esclavos en Santa Cruz conspiraron para matar a toda la raza blanca de la isla, pero el proyecto no prosperó.
El decreto de prohibición del tráfico de esclavos se expidió en Dinamarca en 1792 pero entraría en vigor en 1803. Sin embargo solamente prohibía la compra de esclavos en África y permitía el comercio por el Caribe. Por ello Santo Tomás se mantuvo como un importante centro de tráfico de esclavos para Cuba y Puerto Rico durante el siglo XIX.

### Indios
Las tribus indígenas de Norteamérica adquirieron, poseyeron como fuerza laboral, y sostuvieron un bien organizado comercio de esclavos negros.
Notable excepción entre las Cinco Tribus Civilizadas fueron los seminola de la Florida española, la única importante tribu que no adoptó la esclavitud de los negros a gran escala –aunque con excepciones–, y que los acogieron en sus tierras, y con quienes formaron alianza durante las guerras semínolas contra los EE. UU. después que España vendió la Florida a ese país en 1821.

### Holandeses
A partir del siglo XVI a dos compañías holandesas, la de las Indias Orientales y la de las Indias Occidentales, la mano de obra esclava les proporciona grandes riquezas por el comercio de metales preciosos, el tabaco, el azúcar, el cacao, el café y el algodón. De hecho, Holanda llegó a crear su propio monopolio de la trata de esclavos en el océano Índico, desde Nueva Guinea a sus posesiones en Indonesia y Oceanía.
En 1581, durante la Unión Ibérica, Felipe II de España prohibió a los holandeses el uso de todos los puertos de la Península ibérica. Esto provocó que los comerciantes de los Países Bajos organizasen ataques a las posesiones españolas y portuguesas. Llegaron al golfo de Guinea y, aprovechando que se encontraba desguarnecido decidieron crear sus propias redes comerciales de oro, marfil, cera y pimienta, dejando solamente bajo el control portugués la trata de esclavos.
En 1599 una expedición holandesa tomó Santo Tomé. Sin embargo, las lluvias y las enfermedades mataron en unos días a 12 000 hombres y a las dos semanas abandonaron Santo Tomé no sin antes llevarse a los esclavos.
Durante los 20 años siguientes continuaron realizando ataques contra las posesiones portuguesas en África y Asia. Posteriormente fijaron su interés en Brasil. En 1625 los holandeses capitularon en Salvador de Bahía de Todos los Santos. En 1629 un ataque con 67 buques a Pernambuco permitió la introducción de los holandeses en la zona. En tres años ya habían pasado a controlar la costa de cabo de Santo Agostinho a Río Grande.
Durante la década de los 30 entraron en la colonia del Brasil holandés unos 1500 esclavos negros por año, pero casi todos venían de capturas a buques negreros portugueses que venían de Luanda o Santo Tomé. Como la zona brasileña disponía de grandes zonas de cultivo para tabaco y caña, los holandeses conquistaron Elmina a los portugueses para obtener esclavos, objetivo alcanzado en 1637.
En 1640 Portugal se separa de España y proclama rey al duque de Braganza, como Juan IV de Portugal. En 1641 el almirante holandés Cornelis Jol ocupó Luanda y Benguela, en Angola, y luego Santo Tomé y Annobón. En 1642 cae el fuerte Axim, que era el último en la Costa de Oro que pertenecía a Portugal. Aunque Portugal mantuvo un puesto fortificado en el río Cacheu la Compañía Neerlandesa de las Indias Occidentales controló la costa altántica africana y, con ella, los mejores mercados de esclavos. En 1679 se decide ocupar los puertos de Maleba y Cabina, donde se edifican dos factorías que obtienen, al menos, 4000 esclavos al año.
En la segunda mitad del siglo XVII y principios del XVIII los portugueses lograrían recuperar territorios en África y en 1654 los holandeses se rindieron a los portugueses y abandonaron Brasil. Los portugueses consolidaron la cuenca del río Congo como uno de los principales centros de tráfico de esclavos.
Se estima que los holandeses importaron 215 000 esclavos a la Guayana Neerlandesa.  Durante los siglo XVIII a XX se creía que la esclavitud holandesa en Guayana había sido particularmente ardua y de inusual mortandad, pero estudios del fin de siglo XX la equiparan con la —también dura— esclavitud negra caribeña.  En la década de 1760, los holandeses optaron por negociar tratados de libertad con unos 6000 negros cimarrones que se habían escapado y que acosaban las colonias; este triunfo emancipatorio conseguido por los interesados forma hoy parte del mito nacional de esta Guayana.  En 1863 Países Bajos decreta la abolición de la esclavitud en Surinam y en las Antillas Neerlandesas.

### Francia
El Cardenal Richelieu, ministro de Luis XIII, creó la Compañía de las Indias como una organización mercantil. Francia había llevado esclavos de África a Guadalupe y la Martinica en cuanto consolidó sus dominios en el Caribe en el siglo XVII. Tras exterminar a la población india de Guadalupe en un primer momento decidieron plantar tabaco e índigo, pero decidieron que no daban suficientes beneficios y comenzaron a plantar caña de azúcar. En la Martinica pretendieron lo mismo pero la complicada orografía del terreno dificultó más el proceso.
En 1664 Jean Baptiste Colbert, ministro de Luis XIV, creó una nueva compañía para explotar las islas caribeñas y traer esclavos de África. Al mismo tiempo se decidió iniciar la ocupación de la parte occidental de La Española con la sumisión de los bucaneros franceses que se encontraban allí y con la llegada masiva de colonos. A esa zona se le llamaría Santo Domingo francés. En 1670, con las guerras que tenían lugar entre potencias europeas y que afectaban también al Caribe la compañía francesa quebró y tuvo que vender sus bienes a inversores privados. Entre otras ventas, se vendió la isla de San Cristóbal y Nieves a la Orden de Malta, que comenzó a explotarla con esclavos pero con escaso éxito.
Colbert decidió crear una nueva compañía, la de las Indias Occidentales, para traer esclavos para que trabajasen las tierras. Entre 1680 y 1700 la Compañía Neerlandesa de las Indias Occidentales vendería 14 000 esclavos a los franceses. El gobernador de la Martinica, Jean Clodoré, se interesó personalmente por el establecimiento de factorías comerciales en el río Senegal para surtirse de esclavos por cuenta propia.
Los mercaderes del puerto francés de La Rochelle pudieron exportar al Caribe unos 1000 esclavos al año en los primeros años de la década de 1670 y puede que tal vez unos 4000 más de forma ilegal. En los puertos franceses, desde Dieppe a Biarritz, el transporte de esclavos comenzó a convertirse en un suculento negocio, aunque en su mayor parte se hacía ilegalmente. Para el tráfico de esclavos Colbert crearía la Compañía del Senegal, que tenía asentamientos en la costa occidental africana. La compañía llevó 40 000 esclavos a la Martinica, 8000 a Guadalupe, 7000 al este de La Española y 2000 a la Guayana de 1675 a 1700. En 1677, en guerra con Holanda, conquistaron Golé a los holandeses y en 1678 conquistaron Aguín a los portugueses. Sin embargo, el exceso de éxito provocó que la compañía no pudiera cumplir con algunos compromisos y quebró. Se creó una nueva pero por la pérdida de buques y hombres por las guerras con otros países provocó su quiebra. Luego se crearía la Nueva Compañía del Senegal, que llevaría unos 1500 esclavos a América al año, siendo esta una cantidad baja debido a que competían con otra compañía francesa, la Compañía de Guinea, en el río Gambia.
Muchos de los negros de Senegal fueron utilizados de remeros en las galeras de la flota francesa. Solo en 1697 se mandaron a galeras 627 esclavos.
La intención era enviar negros también a Canadá, sin embargo el viaje era más peligroso y largo que llevarlos al Caribe y aparte los colonos de ahí no tenían suficiente dinero como para comprar bienes caros, como eran los esclavos. Los que llegaron fueron, sobre todo, mujeres negras.
La Nueva Compañía de Senegal también quebró, y sus acciones fueron adquiridas por Claude d'Apougny, que fundó una nueva compañía con puestos tomados por Francia en otras zonas, para no tener que competir con la Compañía de Gambia.

### Británicos y colonias anglo-americanas
Los altos precios alcanzados por el azúcar, muy demandado en Europa, hicieron muy rentable la isla de Barbados. Esta era más rentable incluso que las colonias en Norteamérica y por eso el destino de los esclavos africanos era el Caribe. En 1651 nace la Compañía de Guinea para enviar africanos a las islas caribeñas. Los ingleses contaban con un territorio para comerciar que iba a 90 kilómetros a cada lado del fuerte Cormantine, en Costa de Oro, y limitado por el río Ceberro, en Sierra Leona.
Simultáneamente inicia la esclavitud de ingleses americanos en África; ya en 1661, un cronista escribe que “desde hace mucho tiempo el comercio de Massachusetts era acosado por corsarios bereberes, y a muchos de sus marineros se les retenía en esclavitud."  Dicha esclavitud de anglos y subsecuentes estadounidenses continuó por siglos, incluso después de la independencia.  La guerra de Trípoli consiguió la liberación en 1805 de 300 estadounidenses esclavizados en África.
Con la Restauración inglesa surgió la Real Sociedad de Aventureros en África, a la que pertenecían miembros de la aristocracia que pretendían sacar beneficios. Cuando Carlos II de Inglaterra contrae matrimonio con la portuguesa Catalina de Braganza, esta aportó como dote Tánger, 300 000 libras y grandes privilegios de Portugal para los comerciantes ingleses, por lo que el monarca invirtió el dinero en el accionariado de la compañía. El monarca decidió que el oro obtenido por el tráfico de esclavos se fundiera en monedas que llevaban un elefante grabado en una cara. La mitad de los beneficios de la Compañía de Aventureros era directamente la venta de esclavos y la otra mitad el tráfico de marfil, pimienta, ceras, madera y cueros.
La compañía restauró los fuertes en la Costa de Oro y Guinea e intentó recuperar territorios perdidos ante los holandeses, daneses y suecos, comprando esos territorios o tomándolos por las armas.
En un recrudecimiento de los conflictos contra los holandeses estos terminaron siendo barridos de las costas africanas y Cormantine pasaría a ser Nueva Ámsterdam. La Compañía no pudo proporcionar los esclavos que les solicitaban y en 1668 los socios debían ya 100 000 libras y los agricultores británicos en América presionaban a Londres para que enviara más esclavos. La compañía intentó solucionarlo comprando mulatos en Gambia pero aun así en 1672 cerró.
Fue sustituida por la Real Compañía Africana, que dispuso del monopolio hasta 1688 y podía cobrar tasas a los comerciantes ingleses que comerciaran en África. Aunque estaba presidida por el duque de York, tenía más mercaderes que nobles y propietarios de plantaciones de Carolina y Barbados. Entre 1672 y 1689 transportó unos 100 000 esclavos. La compañía se dedicó a sus negocios después de 1689 y continuó vendiendo esclavos hasta 1731, cuando abandonó ese negocio para centrarse en el marfil y el oro en polvo.
Se hicieron leyes en el norte y el sur de las posesiones británicas en América que prohibían el matrimonio interracial y en la colonia de Maryland en 1664 se ordenó esclavizar a las mujeres blancas que estaban casadas con negros. Se intentaba impedir también el mestizaje con castraciones y linchamientos. Se prohibió el uso de armas por los negros y su acceso a la propiedad o a los negocios y, desde 1705, negros, indios y mulatos tuvieron vetado el acceso a cargos oficiales o religiosos.
A finales del siglo XVIII los que se habían lucrado con el esclavismo estaban entre los más ricos de Inglaterra. La trata había aportado beneficios que habían servido, para cosas tales como dotar al All Souls College de la Universidad de Oxford con una buena biblioteca, crear unos 20 bancos (incluyendo el Banco de Londres y el Barclays), financiar los experimentos de James Watt o generar empleo industrial en Inglaterra para suministrar bienes manufacturados a los traficantes de esclavos.
Sin embargo entre 1789 y 1815 se produce un cambio de opinión relacionado con el hecho de que habían perdido las colonias de Norteamérica y que comenzaba el auge azucarero en los territorios españoles de Cuba y Puerto Rico. El 22 de febrero de 1807 se aprobó en la Cámara de los Comunes con 283 votos a favor y solo 16 en contra la abolición de la trata de esclavos en el Atlántico y en sus islas de las Antillas, si bien no en el resto de sus colonias. Inglaterra alegaría razones humanitarias para terminar con la esclavitud, presionaría a España para firmar tratados internacionales que prohibieran la trata, alentó la sublevaciones en Puerto Rico y Guallanilla en 1840, así como la de Ponce en 1841 y la de Costa Norte en 1843 y 1846. Los ingleses crearían también un escuadrón naval destinado exclusivamente a la captura de buques negreros en el Atlántico. Sin embargo, en la India británica la esclavitud estaba permitida y era la base de la economía. En 1838 cesará la esclavitud en los dominios británicos en el Caribe.
Los ingleses enviaron barcos a las costas de África, el llamado Escuadrón de África Occidental, para interceptar a sus propios barcos negreros y otros países le fueron dando permiso a los británicos para capturar también a los suyos.

### Suecos
El flamenco Willem Usselincx ayudó a fundar la Compañía de las Indias Orientales, tras lo cual intentó evitar que se dedicaran a la trata de esclavos para que se centrasen en quitar territorios a portugueses y españoles y, de esta forma, poder fundar una nueva colonia en el Nuevo Mundo. Como sus compatriotas no le hicieron caso acudió a Dinamarca, donde el monarca Cristián IV rechazó su propuesta porque se encontraba ocupado librando la guerra de los Treinta Años. Tras esto fue a Estocolmo, la capital sueca, donde estaba su amigo Peter Minuit y le habló de su proyecto al rey Gustavo Adolfo, que se interesó por él y le ayudó a crear la Compañía del Sur para comerciar con América y África. Aunque fue apoyado por el canciller Alex Oxenstierna la empresa resultó un fracaso económico antes de que pudiera salir una sola nave y Willem Usselincx murió en 1647 arruinado.
En 1644 Louis de Geer financió la campaña naval que liberó el puerto de Gotemburgo del bloqueo danés que ayudaría a la victoria naval sobre Dinamarca en el Báltico. Con el mar despejado de enemigos los suecos crearon la Svenska Afrikakompaniet, una compañía comercial al estilo holandés, con dos barcos, el Christina y el Stockholms Slott. De Geer mantuvo el 85 % de las acciones de la compañía y el resto quedó en manos de los inversores privados y de la corona. Crearon estaciones fortificadas en la costa africana, llegaron a acuerdos con los líderes nativos y comenzaron a llevar a cabo contrabando compitiendo con otras naciones europeas. Llegaron a un acuerdo con los portugueses en Santo Tomé, donde descargaban esclavos y oro y los cambiaban por azúcar, que luego era vendida a altos precios en su país.
En 1638 los suecos crearon una colonia en América, Nueva Suecia, actual Delaware, con asentamientos adicionales en Nueva Estocolmo y Swedesboro, en Nueva Jersey. Sin embargo no llevaban a los esclavos negros allí porque no había plantaciones en las que trabajar. Intentaron llegar a un acuerdo con España para enviarles esclavos a América pero estos rechazaron la oferta, que sí aceptaron los holandeses y los suecos transportaron 600 esclavos a Curazao.
En 1748 el rey Gustavo III de Suecia compró la Isla de San Bartolomé a Francia, que se encontraba necesitada de dinero por su guerra contra el Reino Unido. Dicha isla fue utilizada como punto intermedio del tráfico de esclavos que traían los suecos de África y que vendían en diversas regiones de América. Las guerras de la Revolución Francesa fueron un gran negocio para los suecos, que era neutrales, por la falta de mano de obra por la guerra entre franceses y británicos y la rebelión de los esclavos en el Santo Domingo francés hizo subir los precios del azúcar, lo que también favoreció la exportación sueca.
Dicha trata de esclavos en la isla se mantuvo hasta que el parlamento sueco decidió prohibir la esclavitud en 1845 y los últimos esclavos en el enclave fueron liberados en 1848. En 1878 el parlamento sueco aprobó la venta de ese lugar a Francia.

### Colaboración africana
El rey de Ndongo, Ngola Kiluanji, se opuso en un primer momento a la llegada a sus costas de los europeos porque intentaban intervenir en la administración de su reino. Sin embargo, posteriormente encontró ventajas en su situación ya que se convirtió en un suministrador de esclavos. Su hija Nzinga (conocida por los españoles como reina Ginga) fue llevada a Lisboa, fue bautizada y llamada doña Ana de Sousa y luego fue llevada de vuelta a África, donde fue proclamada como reina en 1624. La reina Ginga renunció a su nombre cristiano y luchó por la independencia de Angola de los hombres blancos, tras lo cual fue derrocada y los europeos colocaron en el trono a Kiluanji II, que era un gobernante títere.
La reina Ginga permaneció en Angola como reina guerrera liderando batallas contra los portugueses, aunque a los 81 años, poco antes de morir, decidió volver al cristianismo.
El Congo fue una región que proporcionaba una gran cantidad de esclavos a los portugueses, lo cual no preocupaba en exceso a los regentes congoleños. En 1526 el rey del Congo, Alfonso I Mvemba un Nzinga, hijo de Juan I, escribió una carta a Juan III de Portugal indicándole que la conquista de Brasil, al aumentar el tráfico de esclavos, estaba despoblando su territorio. Pedro II Mbumbi mantuvo una actitud más beligerante contra los portugueses, llegando a proponer una alianza con los holandeses, pero al final nada de esto ocurrió. En los años 20 del siglo XVII se hizo con el trono congoleño García II, que se asoció con los holandeses para ocupar la importante plaza angoleña de Luanda. Sin embargo, pronto consideraron que los holandeses eran aún peores que los portugueses. En la segunda mitad del siglo XVII y principios del XVIII los portugueses volverían a tomar posiciones en África.

## Métodos y efectos de la esclavización
Los negreros efectuaban el llamado "comercio triangular". Cargaban ron, tabaco y armas en Europa, lo cambiaban por esclavos y marfil en África y vendían los esclavos con lucro en América, de donde regresaban con materias primas y minerales a Europa. Durante el tránsito aproximadamente 50 % de los esclavos moría.
No hay cifras exactas sobre las víctimas de las atrocidades cometidas. Expertos estiman que entre los siglos XVI y XIX un total de cien millones de personas fueron deportadas o murieron durante la deportación. Esta cifra se refiere al tráfico total (occidental y oriental), contando también los muertos de las guerras de esclavización. Las estimaciones del número de esclavos que fueron transportados a las Américas alcanzan casi los catorce millones.

## La resistencia ante la esclavitud
Así, con poco que perder pero la posibilidad de ganar la libertad, muchos esclavos se rebelaron contra sus "dueños", comenzando con métodos pacíficos como el grito o el canto nocturno, incluso se pusieron en huelga o deliberadamente sabotearon las máquinas de su amo. Muchas veces también huyeron de la esclavitud y, a veces, se sublevó la entera población africana de un rancho, o incluso una región.
La gente escapada trató de formar aldeas y fortificaciones para sobrevivir. Estas viviendas y empalizadas, estratégicamente ubicadas, se llamaron palenques, cumbés o quilombos. Las primeras rebeliones ya comenzaron en el siglo XVI, y no fueron tan desesperadas como se piensa. La gente africana constituyó la mayoría de la población en muchas partes de la colonia. Un ejemplo es Puerto Rico en 1530: 327 europeos y 2292 africanos. Generalmente, la población africana fue la más fuerte en el Caribe, por la eliminación completa de sus pueblos precolombinos y el duro trabajo en las plantaciones del azúcar. 
A veces se formaron verdaderos reinos: el quilombo de Los Palmares, nueve grandes palenques organizados en el norte de Brasil, tiene sus raíces en el año 1602 y fue destrozado por traición de los portugueses en 1694.
Una de las medidas de los españoles en Florida para menoscabar la presencia británica en Norteamérica fue ofrecer libertad y refugio a cuanto esclavo escapase del territorio británico a cambio de que los negros se convirtieran al catolicismo. En 1738 el gobernador de San Agustín, Manuel de Montiano, decidió crear una población con los negros libres que había en la ciudad y se fundó Gracia Real de Santa Teresa de Mose, más conocido como Fuerte Mose. También se organizó una milicia uniformada al mando de un negro libre que tenía experiencia militar, Francisco Menéndez. En un primer momento el fuerte contó con cien habitantes y veinte casas. El fuerte fue destruido por voluntarios escoceses de Georgia y militares británicos en los comienzos de la Guerra del Asiento, aunque fue recuperado en 1741 por los españoles y su población continuó creciendo con población negra esclava que escapaba de Georgia y de las Carolinas. En 1763, tras la guerra de los Siete Años, España debió entregar Florida a Gran Bretaña (aunque se recuperaría en 1783) y el Fuerte Mose sería desmantelado y los negros huirían a Cuba.
En 1790, a pesar de la Revolución Francesa, los mulatos no habían logrado la igualdad de derechos y se rebelaron al norte de la parte francesa de La Española, en el llamado Santo Domingo francés, actual Haití. Existían algunos filántropos franceses liberales partidarios de la supresión de la esclavitud, pero el peso económico de la mano de obra esclava era muy grande. El 22 de agosto de 1791 los esclavos del Santo Domingo francés se sublevaron sumiendo el país en una guerra civil. En 10 días los esclavos tomaron el control de la provincia Norte. En dicha sublevación los negros llevaron a cabo pillajes, asaltos y violaciones. Además de libertad había deseos de venganza. En unas pocas semanas a la revuelta se habían unido 100 000 esclavos y estos habían matado a 4000 blancos y destruido 180 plantaciones azúcar y cientos de plantaciones de café y añil. Los franceses se atrincheraron en algunos fuertes pero no pudieron hacer mucho más y de Francia llegaron 6000 soldados que no se consideraron suficientes y los franceses de la isla terminaron por pedir a Gran Bretaña que los invadiera y se hiciera con la soberanía de la isla con tal de parar la revuelta. En 1792 los esclavos controlaban un tercio de la isla. España, que controlaba el resto de la isla, no desaprovechó la ocasión para perjudicar a la recién creada República Francesa y se puso a apoyar a los esclavos sublevados. En 1794 la Convención Nacional francesa dio derechos civiles y políticos a los negros. Sin embargo, en 1802 Napoleón envió tropas a la isla para volver a instaurar el régimen colonial francés en el Caribe, lo que le pareció bien a Estados Unidos y a España, que consideraron que era un mal ejemplo que existiese un país donde los negros fueran libres.
Restablecer la esclavitud en la Martinica no fue difícil ya que allí ni siquiera se había aplicado el decreto que liberaba a los negros, pero en el caso de Guadalupe se libraron varios combates. En la Guayana francesa la esclavitud se restableció sin problema alguno. En Santo Domingo la rebelión fue difícil de controlar por una epidemia de fiebre amarilla que mermó las tropas francesas y que obligó a Francia a renegociar su retirada con los negros en 1803 y el 1 de enero de 1804 nació la República de Haití.

## Fin de la esclavitud en la Hispanoamérica continental
Durante los primeros meses de la guerra de la independencia de México, por instrucciones de Miguel Hidalgo, José María Anzorena, Ignacio López Rayón y José María Morelos, se publicaron diversos bandos aboliendo la esclavitud. Este ideal de los insurgentes fue reafirmado en el Decreto contra la esclavitud, las gabelas y el papel sellado, los Elementos constitucionales y los Sentimientos de la Nación. Consumada la guerra y consolidada la independencia de la nueva nación, los antiguos insurgentes Guadalupe Victoria y Vicente Guerrero ratificaron la abolición de la esclavitud mediante decretos publicados en 1824 y 1829, durante sus respectivos mandatos presidenciales.
En Chile se decretó la «libertad de vientres» —los hijos de los esclavos nacían libres— en octubre de 1811. Se abolió definitivamente la esclavitud mediante la Constitución Política del Estado en diciembre de 1823, por lo que Chile se convirtió en el primer país de Hispanoamérica en hacerlo oficialmente.
En las Provincias Unidas del Río de la Plata (germen de la actual Argentina) se aprobó en 1813 la «libertad de vientres», pero no se abolió la esclavitud hasta la Constitución argentina de 1853.
Uruguay declaró la Libertad de Vientres en su primera Constitución (1830) y abolió la esclavitud el doce de diciembre de 1842, por medio de la Ley N.º 242 (http://archivo.presidencia.gub.uy/_web/ddhh/LEY242.htm Archivado el 31 de octubre de 2016 en Wayback Machine.).
En Nueva Granada (que abarcaba la actual Colombia y Panamá) se intentó prohibir la trata de esclavos en Cartagena de Indias en 1810. En 1814 la legislatura de Antioquia aprueba la «libertad de vientres». En 1816 Simón Bolívar premió con la libertad a todos los esclavos que se alistasen y obligó a los esclavistas a vestir y alimentar a los hijos de los libertos para que no se tuvieran que preocupar de lo que dejaban atrás y no desertaran. En 1821 el Congreso de Cúcuta decreta una ley de «libertad de vientres» de carácter nacional. En 1823 Nueva Granada decretó el fin del comercio de esclavos y en 1851 decretó la libertad de todos los habitantes, que se haría efectiva a partir del año siguiente.
Venezuela durante los años 1820s y 1830s estableció normas para mejorar la situación de los esclavos, como aumentar la edad de manumisión a los 21 años o exigir que el Estado liberara a 20 esclavos al año. No se abolió por completo la esclavitud hasta 1854.
En 1824 las Provincias Unidas de Centroamérica aprueban la abolición de la esclavitud, prohibición que se mantendrá cuando se disuelva la Federación en Costa Rica, El Salvador, Nicaragua, Honduras y Guatemala.
En Bolivia, la Constitución de 1826 liberaba a los esclavos, sin embargo el mismo año se ordenó que los que quedaran libres debían trabajar para indemnizar al dueño por el precio que costaron en su última compra.
En Paraguay si bien la esclavitud no se abolió, en tiempos del Dr. Francia se recibieron esclavos fugitivos provenientes mayormente del Brasil. Esta situación cambió a partir de 1828, cuando un incidente criminal dio paso a la creación de la Esclavatura del Estado, entidad encargada de la compra y venta de esclavos en todo el territorio paraguayo. Tras la muerte de Francia, durante el primer gobierno de Francisco Solano López se decretó la libertad de vientres para los esclavos nacidos a partir del 1 de enero de 1843. Sin embargo, esta ley no dejaba a los esclavos libres al nacer, sino al cumplir 25 años en el caso de los hombres y 24 para las mujeres. Es decir, a partir de 1867 y 1866 respectivamente.
La ley de 1843 no beneficiaba a los nacidos antes, quienes seguían siendo esclavos. En la guerra de la Triple Alianza, unos 6000 esclavos negros fueron reclutados. El 2 de octubre de 1869 se abolió la esclavitud en el Paraguay, pero apenas 450 esclavos disfrutaron de este logro, habiendo quedado el resto en el campo de batalla.

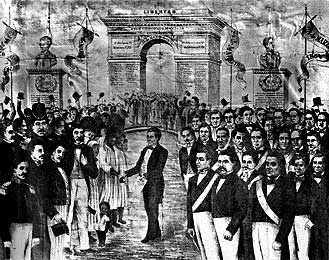
Promulgación de la Ley sobre libertad de los esclavos en Venezuela.

En Ecuador la esclavitud fue abolida el 24 de julio de 1851, cuando era "Jefe Supremo" José María Urbina y Viteri. En Perú se abolió mediante una proclama de 1854 según la cual el Estado compraba a los esclavos para darles su libertad. Ese mismo año se promulgó la Ley de abolición de la esclavitud en Venezuela.

## Fin de la esclavitud en Brasil
En Brasil la esclavitud era una parte consustancial de la economía y era la región que más esclavos había importado. El 28 de septiembre de 1871 decretaron la Ley del Vientre, que mantenía la tutela de los dueños de los hijos de las esclavas hasta que tuvieran 21 años. En 1880 Joaquim Nabuco y José de Patrocinio, apoyados por algunos abogados, periodistas e intelectuales, crearon la Sociedad Brasileña contra la Esclavitud. Esta asociación presionó al emperador brasileño Pedro II. Cinco años más tarde se logró que los esclavos alcanzasen la libertad a los 65 años.
Cuando Pedro II se encontraba en Portugal y la regente era la princesa Isabel se promulgó la Ley Áurea el 13 de mayo de 1888, que ponía fin a la esclavitud.

## Los Estados Unidos de América
La esclavitud en los Estados Unidos existió en los siglos XVIII y XIX, y previamente, entre los indios, que comúnmente esclavizaban al este del Misisipí (y muchos a su oeste también).  La esclavitud ya se había practicado en la Norteamérica británica desde los tempranos tiempos coloniales y fue reconocida por las Trece Colonias en el momento de la Declaración de Independencia de 1776. Después de la Guerra de la Revolución las leyes abolicionistas proliferaron en los Estados del norte, aunque la rápida expansión de la industria del algodón desde el 1800 dejó a los Estados del sur fuertemente identificados con la esclavitud e intentaban extenderla a los nuevos territorios del Oeste. Los Estados Unidos se polarizaron entre los Estados esclavistas y los Estados libres, a lo largo de la Línea Mason-Dixon, que separaba Maryland (esclavista) de Pensilvania (libre).  En total, se importó a las colonias británicas de Norteamérica y a su país sucesor, Estados Unidos, 388,000 esclavos.
Aunque el tráfico de esclavos en el Atlántico se encontraba prohibido desde 1808, la trata de esclavos interna continuó y la población esclava pudo haber crecido a unos 4 millones antes de la abolición.
En torno a 1850 el rico Sur algodonero se intentó secesionar de la Unión y las tensiones continuaron en aumento. Con los pastores de las iglesias bajo presión para predicar la doctrina sobre la esclavitud conforme a los políticos locales, los bautistas y metodistas se dividieron en organizaciones regionales. Cuando Abraham Lincoln ganó las elecciones a la presidencia de los Estados Unidos en 1860 en una plataforma para que no se hicieran nuevos estados esclavistas el sur finalmente rompió con los Estados del norte. Esto marcó el inicio de la guerra de Secesión, entre Confederados (sur) y Unionistas (norte) lo que generó inestabilidad en el Sur, con muchos esclavos escapando o siendo liberados por el ejército del norte. La guerra finalmente acabó con la esclavitud. La Decimotercera Enmienda de la Constitución, aprobada en diciembre de 1865, formalmente derogó la institución en los Estados Unidos.

## Cuba y Puerto Rico
La importación de esclavos a Cuba fue prohibida en 1867. La esclavitud fue abolida en 1880, y en Puerto Rico en 1873.